# Станица Аканџали
Станица Аканџали (грч. Σταθμός Μουριών, Статмос Мурион) је насељено место у општини Кукуш у периферији Средишња Македонија, Грчка. Према попису из 2021. године било је 775 становника.
Насеље је подигнуто 1922. године на месту где се налази железничка станица Аканџали. Насељене су грчке избегличке породице из Турске, којих је на попису из 1928. године било 89.